# Дворец Мирафлорес
Дворец Мирафлорес (исп. Palacio de Miraflores, буквально — Чудесный цветок) — официальная резиденция президента Боливарианской Республики Венесуэла, а местом жительства президента является дворец Ла-Касона. Расположен на авеню Урданета, в муниципалитете Боливара-освободителя в Каракасе. Автор проекта — итальянский инженер Джузеппе Орси. Внутреннее убранство дворца отличается особой роскошью. Значительная часть его помещений, в первую очередь те, что связаны с различными историческими событиями, по определенным дням открыты для доступа посетителей.

## История
Дворец Мирафлорес начал возводиться 27 апреля 1884 года под руководством Джузеппе Орси, в качестве семейной резиденции президента Хоакина Креспо. Здание строилось в несколько этапов, общей продолжительностью 20 лет. Завершал строительство архитектор Хуан Баутиста Салас. В оформлении дворца принимали участие художник Хулиан Онате, Хуан Баутиста Салес со своей командой скульпторов, декораторов, резчиков по дереву, конструкторов. Для украшения дворца была привезена мебель из Испании, бронзовые розетки были отлиты в Маррере, а 24 бронзовые лампы были изготовлены братьями Рехина из Сан-Хуан-де-лос-Морроса, штат Гуарико.

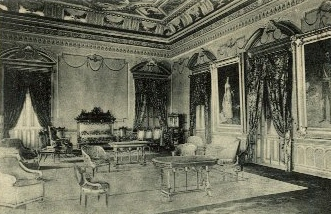
Интерьер дворца в начале XX века

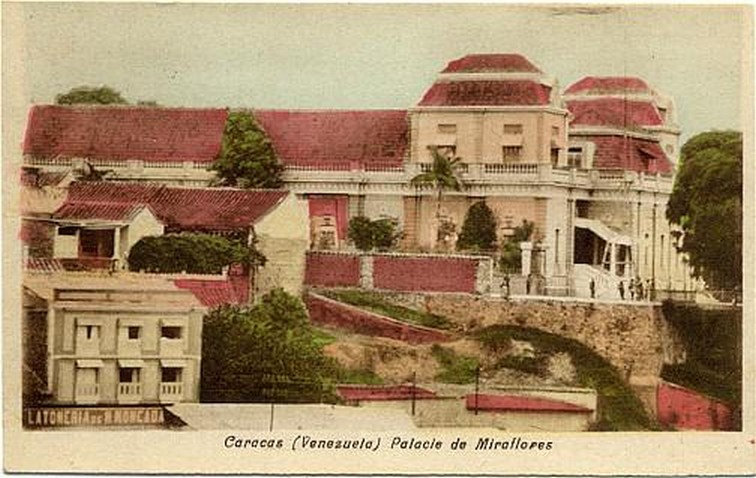
Дворец Мирафлорес, 1907 год

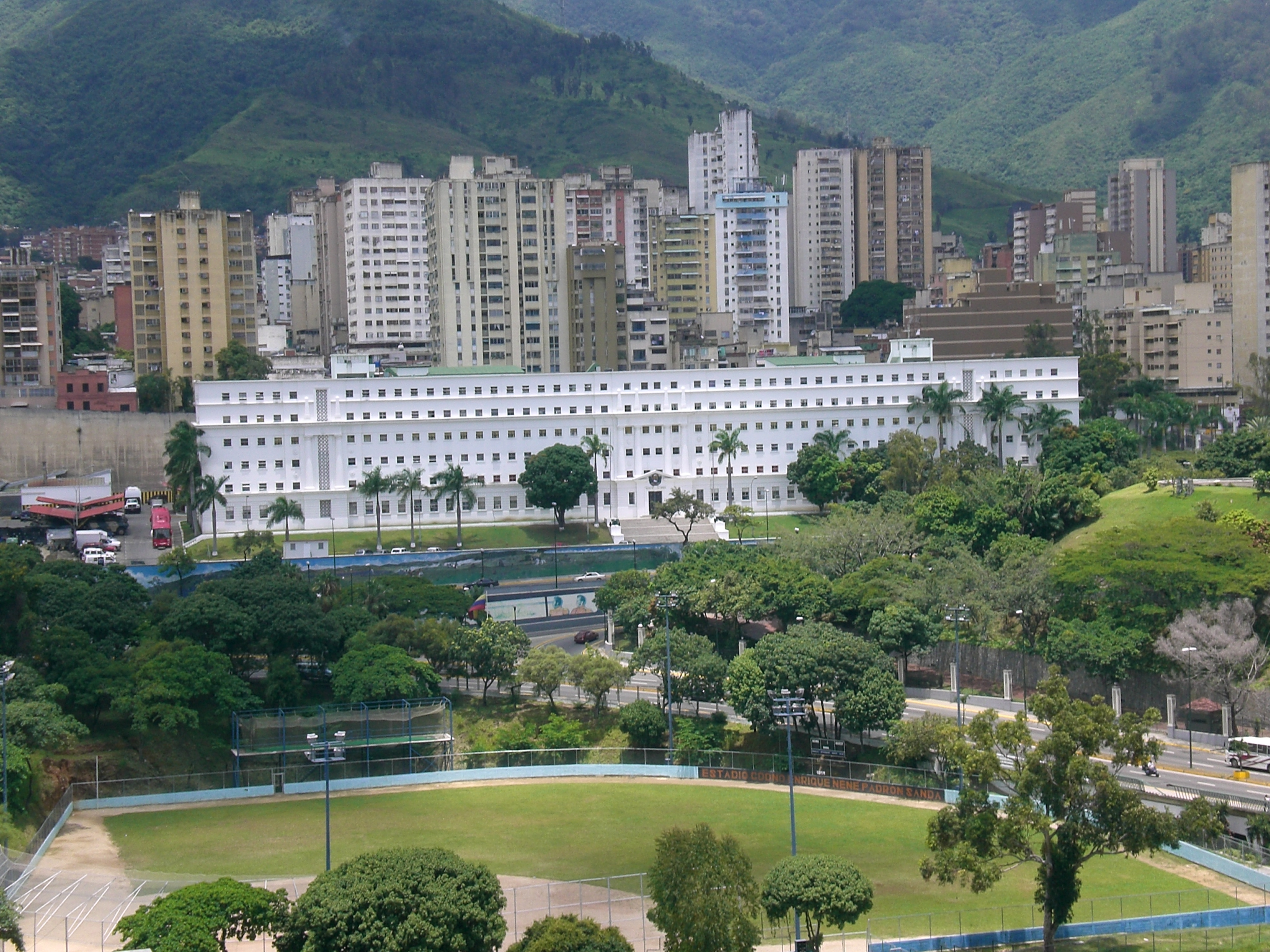
Казармы президентской гвардии

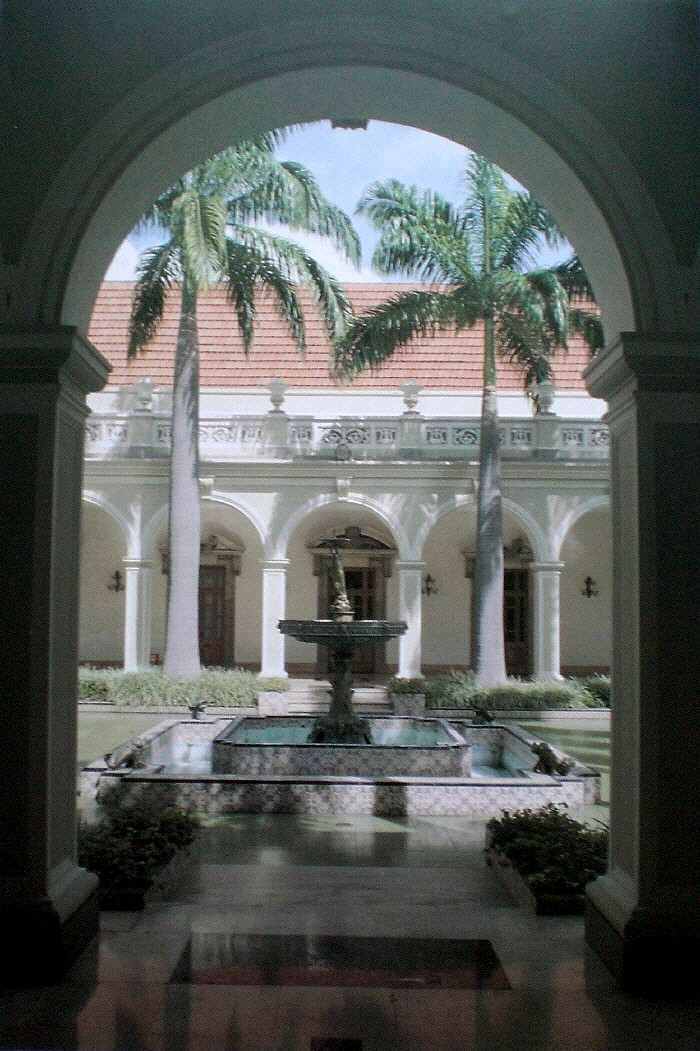
Внутренний двор

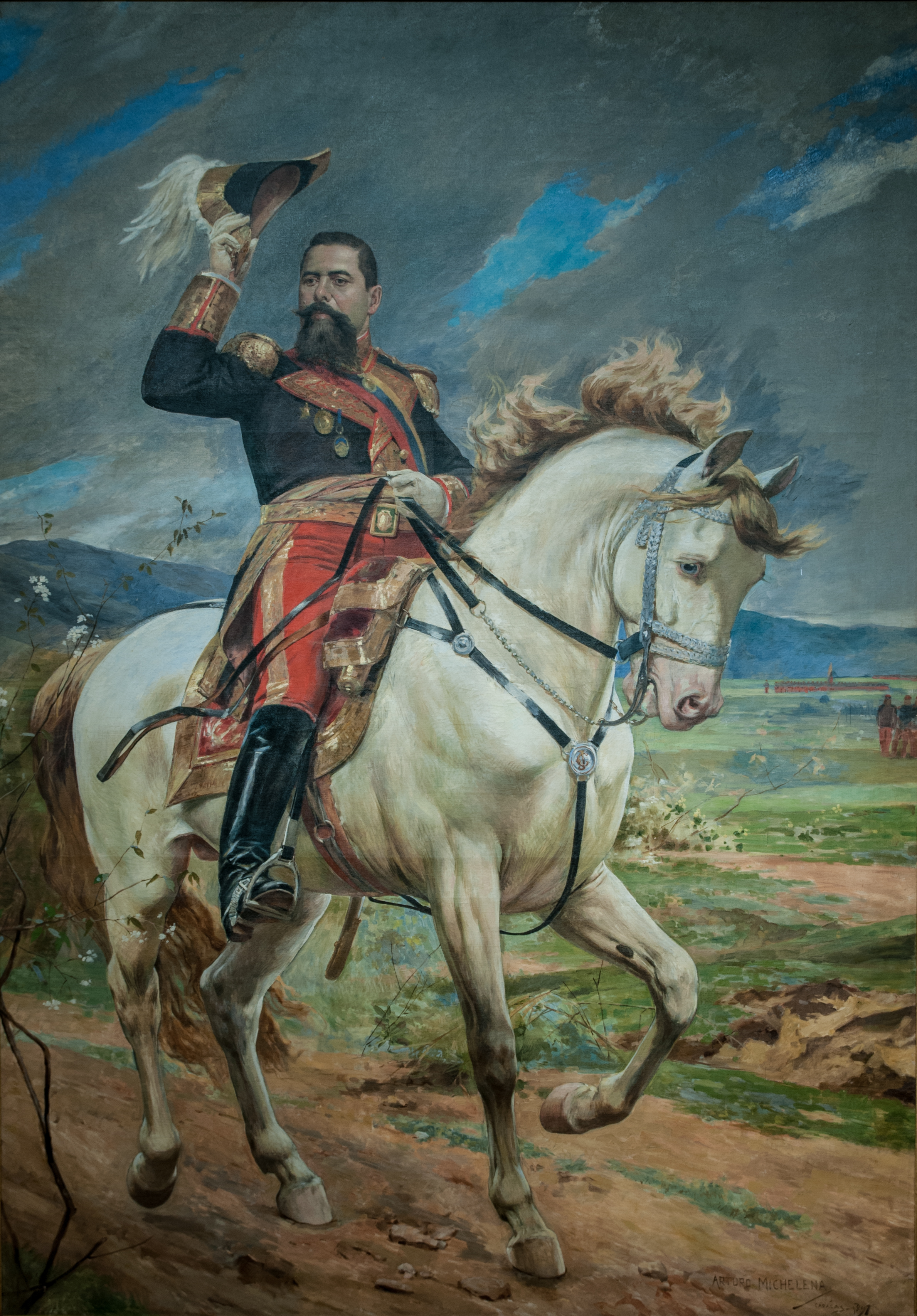
Портрет Хоакина Креспо, работы Артуро Мичелены

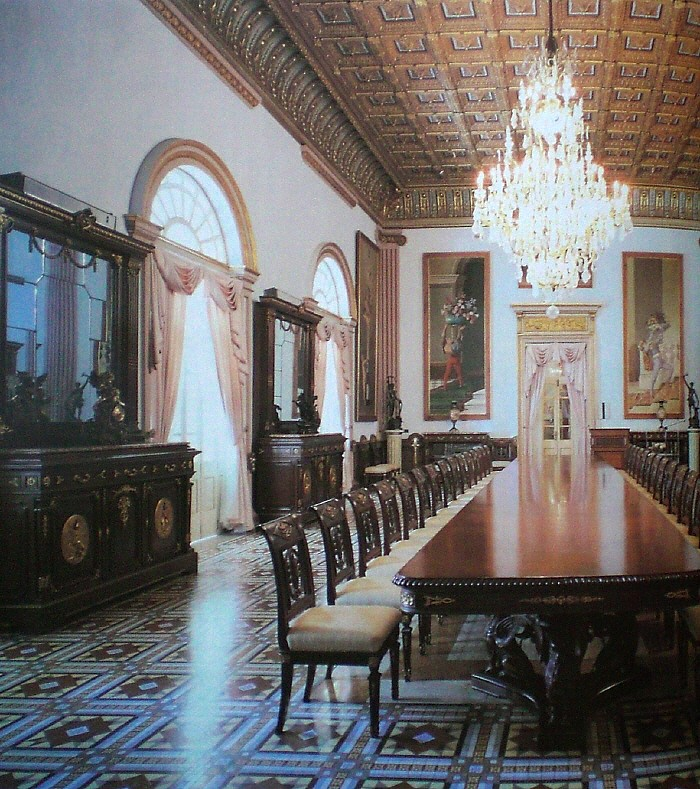
Зал Хоакина Креспо

В 1911 году правительство Венесуэлы приобрело дворец у генерала Феликса Галависа за 500 тысяч боливаров, и Мирафлорес стал официальной резиденцией президента и правительства.
После множества перепланировок, во внутреннем дворе появился фонтан, от которого отходят коридоры, ведущие ко всем залам дворца, вот, некоторые из них: зал Солнца, подаренного правительством Перу; зал Хоакина Креспо с четырьмя зеркалами из горного хрусталя; зал Варгаса, героя битвы при Бояке; зал послов, где передаются верительные грамоты и зал Аякучо, в честь сражения, в котором сыграл большую роль маршал Антонио Хосе де Сукре.
Первоначально, Мирафлорес служил резиденцией президента Сиприано Кастро, затем Хуана Висенте Гомеса, до 1913 года. С 1914 по 1922 год, дворец занимала временная администрация Викторино Маркеса Бустильоса. В 1923 году, во дворце убили вице-президента Хуана Крисостомо Гомеса, брата президента Хуана Висенте Гомеса. С 1931 по 1935 год, во дворце квартировала армия. Во время правительств Элеасара Лопеса Контрераса и Исайса Медины Ангариты, резиденция президента находилась в другом месте. В 1945 году, Ромуло Бетанкур стал первым президентом, который закрепил за дворцом Мирафлорес место нахождения правительства, вместо Федерального дворца.
В период диктатуры Маркоса Переса Хименеса архитектор Луис Малаусена делает радикальные изменения во дворце, и сносит некоторые архитектурные элементы времён Креспо. Последующие администрации сделали ещё несколько дополнений: японский сад, административное здание, зал Аякучо, площадь двухсотлетия. В первый период президентства Рафаэля Кальдеры (1969—1974), начинается строительство административного здания. В феврале 1979 года, дворец был объявлен Национальным историческим памятником. Во время правительства Луиса Эрреры Кампинса (1979—1984), заканчивается строительство административного здания и площади двухсотлетия. В середине 1980-х годов, расширяется площадь для Совета министров. В период с 1990 по 2000 года, начался процесс для восстановления оригинальной архитектуры дворца. Мирафлорес был иногда местом резиденции президента Венесуэлы, хотя фактически официальной резиденцией являлась Ла Касона.
В феврале 2007 года была открыта пресс-комната Симона Боливара.
Президент Венесуэлы Уго Чавес почти 14 лет неоднократно выступал с балкона дворца Мирафлорес перед тысячами сторонников. Дворец служил венесуэльскому руководителю не только местом работы, но и постоянной резиденцией до смерти на посту в 2013 году.
9 апреля 2013 года исполняющий обязанности президента Венесуэлы Николас Мадуро заявил о намерении отдать значительную часть дворца Мирафлорес под музей Уго Чавеса и истории боливарианской революции. «Мы превратим большую часть Мирафлорес в исторический музей революции и оставим нетронутым кабинет команданте Чавеса» — сказал Мадуро.
По словам Мадуро, для него как для кандидата на пост главы государства от правящих сил важно, чтобы народ приходил и знакомился с местом, где работал Чавес. Для себя Мадуро намерен отвести небольшой кабинет в другом крыле здания.

## Президентский архив
Во дворце Мирафлорес находится президентский архив, объёмом в 15 млн страниц. Создание архива началось в 1959 году, когда секретарь правительства Рамон Хосе Веласкес, предпринял спасение и восстановление документов, времён президентства Сиприано Кастро (1899—1908) и Хуана Висенте Гомеса (1908—1935), хранящихся в подвале здания президентской гвардии. Его действия ознаменовали процесс восстановления и сохранения документальной информации, поступающей от президента и правительства. В архиве находятся документы с 1899 по 1983 год. Различные типы документов, объединены в систему, разделенную на хронологические разделы.

## Залы

### Аякучо
Аякучо используется для официальных мероприятий и обращений к нации. Стены зала облицованы деревом. Зал предназначен для приема глав государств и правительств, а также для особых случаев, таких, как награждения политических, общественных и культурных деятелей. Вместимость зала — от 200 до 250 человек. За столом, за которым президент обращается к нации, на стене висит картина, изобращающая Симона Боливара. Зал был назван в честь битвы при Аякучо.

### Бояка
Это один из крупнейших залов дворца, названный в честь победы в сражении 7 августа 1819 года в Колумбии, под командованием Симона Боливара, в ходе которого была освобождена большая часть территории Колумбии. Зал построен в начале 1960-х, став пространством для проведения встреч и обедов в честь национальных и международных деятелей. Художественное оформление зала выполнено из дерева.
Зал Бояка украшен монументальной живописью Габриэля Брачо, изображающей лица Боливара, Франсиско де Паула Сантандера и Хосе Антонио Ансоатеги, героев сражения при Бояке. Полотно было торжественно открыто президентом Рафаэлем Кальдерой во время своего первого срока пребывания в должности. В зале также есть бюсты генералов Ансоатеги и Андреса Белло.

### Зал Совета министров
Площадь для зала Совета министров включает в себя коридор, административную комнату и конференц-зал. Коридор соединяет вход с вестибюлем. На обеих сторонах находятся объекты художественного наследия Мирафлорес, такие как, полотно «Боливар» Сирило Альмейды и бюст Карлоса Сублетте. В передней части вестибюля расположены полотно, написанное углём, изображающее Франсиско де Миранду, и портрет Хосе Марии Варгаса, художника Алирио Паласиоса.
В административной комнате находится печать Симона Боливара (работы Алирио Паласиоса), картины «Los Pescadores» (Рыбаки) Луисы Паласиос (1958), «La Tempestad» (Буря) по Сесара Ренгифо (1958) и мебель первой половины XVII века. Кроме того, есть миниатюрная копия памятника, установленного в Кампо Карабобо, картины «La Patria al Soldado» (От отечества — солдату) Уго Даини, и бюст Боливара у входа в зал заседаний. Конференц-зал является местом заседаний Совета министров. В нём находится длинный овальный стол и портрет Симона Боливара, художника Хосе Марии Эспиносы.

### Зал Хоакина Креспо (зал зеркал)
Этот зал используется для официальных заседаний Совета министров, приема дипломатов и назначения новых министров и послов. Примечателен длинным столом в середине, двумя большими картинами за креслом президента и четырьмя большими зеркалами из горного хрусталя. Ранее назывался залом зеркал, но 2003 году изменил своё название в честь первого гостя дворца.

### Солнце Перу
Является одной из самых представительных комнат дворца. В основном используется для аккредитации дипломатов, а также специальных мероприятий. Художественным центром дворца является Солнце Перу, подарок перуанского правительства, работа «El Día y la noche» (День и ночь) , Артуро Мичелены, портрет Симона Боливара на коне (1936), основной живописный элемент, а также портрет первого президента Венесуэлы Кристобаля Мендосы. Оба произведения работы Тито Саласа.

### Зал Варгаса
Этот прямоугольный зал был назван в честь победы Симона Боливара в битве 25 июля 1819 года, в период независимости Нуэва Гранада. Он используется в качестве зала ожидания для людей, участвующих в церемониях в зале Хоакина Креспо, так и для всех посетителей. Здесь проходят презентации книг, изданных под эгидой президента.
В этой комнате сохранены несколько президентских стульев, в частности, Хосе Антонио Паэса, Антонио Гусмана Бланко, Хоакина Креспо и Хуана Висенте Гомеса. Мебель комнаты включает в себя кушетки, стулья, два стола и фортепиано. На полу мозаичное панно, а потолок перекрещен темными деревянными балками.